# Sobekhotep IV
Sobekhotep IV – władca starożytnego Egiptu, 24. król XIII dynastii z czasów Drugiego Okresu Przejściowego.
Prawdopodobnie panował w latach 1694-1685 p.n.e., choć jedynym zabytkiem dokumentującym najwyższy rok jego panowania jest stela z Edfu, poświadczająca 8. rok. Był synem Haanchefa i Kem. Wraz ze swym starszym bratem Neferhotepem I, uważani są za najważniejszych władców XIII dynastii. Sobekhotep był ostatnim władcą dynastii, rządzącym całym obszarem Egiptu i mającym zwierzchność nad Dolną Nubią, którego władza jest udokumentowana. Tablica królewska z Karnaku wymienia Sobekhotepa zaraz po Neferhotepie, pomijając krótkie, niespełna roczne panowanie ich brata Sahathora. Dzięki skalnej inskrypcji z Wadi Hammamat znane są imiona członków jego rodziny. Byli nimi - żona Czan oraz synowie Haanchef-Ijchernefer, Sahathor, Sobekhotep - (być może Sobekhotep V), Sobekhotepdżadża oraz córka Nebetiunet. O sprawnych rządach tego władcy może również świadczyć stela z Teb, choć zachowana jedynie we fragmentach przedstawia wojenną wyprawę do Dolnej Nubii.
Niezwykle ważnym świadectwem władzy Sobekhotepa jest jego dekret z Karnaku, ustanawiający nadanie dla świątyni Amona. Sobekhotep jest jednym z nielicznych władców tamtego okresu, po którym, mimo upływu z góra 3600 lat zachowało się wiele świadectw. Kolosalne posągi ze świątyni Ptaha z Memfis, nadania i renowacje w Tebach m.in. posagu Mentuhotepa II i Senusereta II. Zachowało się także wiele drobnych przedmiotów m.in. naczynia fajansowe i gliniane, pierścienie i skarabeusze z jego imieniem. Sobekhotep rezydował w Iczitaui - stolicy założonej niegdyś przez twórcę XII dynastii - Amenemhata I, w Dolnym Egipcie. Znane jest także kilka imion jego dostojników dworu m.in. wezyra Ijmeru-Neferkare oraz zarządcy dóbr Nebancha. Prawdopodobnie to za czasów panowania Sobekhotepa miasto Hut-uret zostało zdobyte przez Hyksosów, gdzie założyli oni swoją stolicę.

## Tytulatura
| G5 |

| G5 |

| S34 | F34 · N16 · N16 |

| S34 | F34 · N16 · N16 |

| S34 | F34 · N16 · N16 |

| S34 | F34 · N16 · N16 |

| G5 |

| G5 |

| S34 | F34 · N16 · N16 |

| S34 | F34 · N16 · N16 |

| S34 | F34 · N16 · N16 |

| S34 | F34 · N16 · N16 |

| G16 |

| G16 |

| M13 | N28 · D36 | G43 | Y1 · Z2 |

| M13 | N28 · D36 | G43 | Y1 · Z2 |

| M13 | N28 · D36 | G43 | Y1 · Z2 |

| M13 | N28 · D36 | G43 | Y1 · Z2 |

| G16 |

| G16 |

| M13 | N28 · D36 | G43 | Y1 · Z2 |

| M13 | N28 · D36 | G43 | Y1 · Z2 |

| M13 | N28 · D36 | G43 | Y1 · Z2 |

| M13 | N28 · D36 | G43 | Y1 · Z2 |

| G8 |

| G8 |

| F12 | S29 | G30 |

| F12 | S29 | G30 |

| F12 | S29 | G30 |

| F12 | S29 | G30 |

| G8 |

| G8 |

| F12 | S29 | G30 |

| F12 | S29 | G30 |

| F12 | S29 | G30 |

| F12 | S29 | G30 |

| M23 · X1 | L2 · X1 |

| M23 · X1 | L2 · X1 |

| N5 | N28 · D36 | F35 |

| N5 | N28 · D36 | F35 |

| N5 | N28 · D36 | F35 |

| N5 | N28 · D36 | F35 |

| M23 · X1 | L2 · X1 |

| M23 · X1 | L2 · X1 |

| N5 | N28 · D36 | F35 |

| N5 | N28 · D36 | F35 |

| N5 | N28 · D36 | F35 |

| N5 | N28 · D36 | F35 |

| G39 | N5 |

| G39 | N5 |

| I4 | R4 · X1 · Q3 |

| I4 | R4 · X1 · Q3 |

| I4 | R4 · X1 · Q3 |

| I4 | R4 · X1 · Q3 |

| G39 | N5 |

| G39 | N5 |

| I4 | R4 · X1 · Q3 |

| I4 | R4 · X1 · Q3 |

| I4 | R4 · X1 · Q3 |

| I4 | R4 · X1 · Q3 |